# Partidos políticos de la República Dominicana
Los partidos políticos de la República Dominicana son los aproximadamente 25 partidos y organizaciones políticas que presentan candidatos en cada proceso electoral en la República Dominicana. De estos, apenas unos pocos se reparten la mayoría de la simpatía del electorado y alrededor de ellos gravita la vida política nacional. De las otras agrupaciones, buena parte acude en alianza o respaldando a los candidatos de alguno de los partidos mayoritarios, en particular en las elecciones presidenciales, o son iniciativas independientes, aisladas o recientes de ciudadanos que pretenden crear un nuevo espacio para la expresión de la sociedad civil, pero sin gran arrastre o apoyo del público.
Entre los partidos minoritarios, hay varios con más de una o dos décadas de formados que, a pesar de no representar un peso fuerte en el electorado, son claves con frecuencia al formar alianzas con los partidos mayoritarios, inclinando la balanza en las tradicionalmente reñidas elecciones dominicanas. En más de una ocasión, varias formaciones no habrían ganado las elecciones de no haber sido por las alianzas con dichos partidos. 
Aunque tradicionalmente los partidos políticos poseen cierta inclinación ideológica, en la arena política dominicana esto no es ningún obstáculo al momento de crear bloques o alianzas (respondiendo más a cuestiones coyunturales que a proyectos ideológicos), llegando a entremezclarse partidos de derecha, izquierda, cristianos, humanistas, laboristas, liberales y de centro, sin distinción alguna entre unos y otros. La mayoría de los partidos minoritarios han surgido como escisiones de los partidos mayoritarios, ya sea para apoyar las aspiraciones presidenciales de alguno de sus líderes, o por diferencias internas entre grupos de estos partidos.
De acuerdo con la Ley Electoral 275-97, un partido mayoritario se considera aquel que ha obtenido al menos un 5% de los votos válidos en las últimas elecciones presidenciales y congresuales. Las principales fuerzas políticas del país, organizadas de acuerdo a su participación en el Congreso, son: 
1. El Partido Revolucionario Moderno (     PRM) de tendencia progresista y liberal, de centro a centroderecha[4]
2. La Fuerza del Pueblo (     FP), de orientación populista de izquierda,progresista y socialdemócrata de izquierda.[5] y centroizquierda
3. El Partido de la Liberación Dominicana (     PLD), de orientación socialdemócrata, socioliberal y populista de centroizquierda.[6] y centro

### Partido Revolucionario Moderno
El Partido Revolucionario Moderno (PRM) nació en agosto de 2014, producto de la división en el PRD entre el expresidente Hipólito Mejía apoyado por un grupo de líderes del partido, y el presidente del PRD Miguel Vargas Maldonado. Es de los partidos políticos más jóvenes de la República Dominicana, sin embargo, posee el segundo lugar en votantes según las elecciones generales del 2016. Más tarde, resultó ganador en las elecciones generales del 2020, siendo el candidato por el partido, Luis Abinader, el presidente actual del país. Su tendencia ideológica se encuentra en la socialdemocracia, liberalismo, reformismo y de centroizquierda. El PRM fue el líder del bloque Convergencia por un Mejor País, formado junto a 3 partidos minoritarios para hacer frente al Bloque Progresista en las elecciones de 2016.
Anteriormente conocido como la Alianza Social Demócrata o Alianza Social Dominicana (ASD), sus orígenes se remontan a 1961 cuando surgió de la escisión de Juan Isidro Jimenes Grullón del Partido Revolucionario Dominicano. Posteriormente, en 1982, pasa al liderazgo de José Rafael Abinader. La ASD fue calificada siempre como un partido minoritario, aunque ha participado en todas las elecciones presidenciales desde 1962 (ya sea aliado al PRD, al PLD o como candidatura independiente).

### Fuerza del Pueblo
La Fuerza del Pueblo (FP)  fundado por Leonel Fernández es el partido mayoritario más joven del país. 
Luego de unos reñidos resultados y en medio de acusaciones de fraude electoral en las elecciones primarias de octubre de 2019, Fernández renunció a la presidencia y militancia del Partido de la Liberación Dominicana; posteriormente el Partido de los Trabajadores Dominicanos (PTD) lo acogió y accedió a cambiar el nombre e imagen del mismo para que pase a llamarse "Fuerza del Pueblo".
Leonel Fernández presentó su precandidatura a la presidencia de la República Dominicana a inicios de 2018 con la intención de competir a lo interno de su partido en las elecciones primarias simultáneas de octubre de 2019. Durante este proceso realizó fuertes ataques a quien fuera su compañero de partido y entonces Presidente de la República, Danilo Medina, instándolo a desistir de buscar un tercer mandato consecutivo mediante reelección y evitar una modificación a la constitución, situación que llegó a plantearse en el Congreso Nacional pero no a materializarse dada la presión política y social que existía en ese momento. El punto más álgido de este proceso se alcanzaría cuando Fernández realizó una multitudinaria protesta frente al Congreso, formalizando una importante división dentro del PLD.
Luego de que Medina desistiera de optar por un tercer período y modificar la constitución se presentó al entonces ministro de Obras Públicas y cercano colaborador del presidente, Gonzalo Castillo, como precandidato a la presidencia con el respaldo del actual mandatario, esto generó fricciones internas. Finalmente Fernández salió derrotado con un estrecho margen ante Castillo, tras lo que tildó la contienda electoral de "fraude" seguida de varias protestas, alocuciones televisadas e impugnaciones a la Junta Central Electoral, quedando claramente establecidas las vulnerabilidades que tenía el sistema de software utilizado para el voto automatizado, con que se votó en esas elecciones primarias del 6 de octubre de 2019.
Finalmente esto llevaría a Fernández a renunciar de la presidencia del PLD y de su militancia, donde llevaba más de 46 años. Junto a él renunciaron cientos de militantes y decenas de funcionarios públicos incluidos diputados y senadores, aunque finalmente hizo un llamado a todos los funcionarios de su corriente que ocupaban cargos electivos y que habían obtenido una candidatura en los comicios de octubre de 2019 a que mantuvieran sus posiciones y no renunciaran del partido, a fin de que hicieran oposición desde dentro de la misma organización.

### Partido de la Liberación Dominicana
El Partido de la Liberación Dominicana (PLD) fundado por Juan Bosch en diciembre de 1973, al separarse su fundador del PRD por diferencias ideológicas y el criterio de que el PRD había renunciado a los principios éticos de la política. Juan Bosch había sido elegido Presidente de la República en 1962 por el PRD, pero fue derrocado 7 meses más tarde por grupos militares con el apoyo de la Iglesia y los Estados Unidos, a quienes no les favorecían sus medidas democráticas y su tendencia socialista. Ha obtenido en 5 ocasiones la Presidencia de la República, por el apoyo obtenido por la mayoría de los partidos minoritarios existentes. El PLD alcanzó el poder por primera vez en la segunda vuelta de las elecciones de 1996. De corte centroizquierdista, asumió un papel más liberal con el ascenso al poder de Leonel Fernández en 1996, iniciando un proceso de liberación de las empresas privadas y de mercados, al tiempo que fortalecía ciertos aspectos de la institucionalidad en la gestión pública. El PLD es el líder del Bloque Progresista, un grupo de 12 partidos y organizaciones políticas.
Volvió al poder en el año 2004, en medio de una delicada situación económica que vivía el país, producto de una crisis bancaria que afecto los índices de desarrollo del país. Logró la recuperación de la estabilidad macroeconómica durante el mandato de Leonel Fernández, motivo por el cual resultó nuevamente reelecto en las elecciones del año 2008. En el 2012, fue elegido presidente Danilo Medina por parte del PLD, quien centró su gobierno en el gasto social. Dicho presidente fue reelecto para el período constitucional 2016-2020.

## Partidos minoritarios reconocidos
Otros partidos que son actualmente reconocidos por la Junta Central Electoral, pero cuya participación en el escenario político dominicano ha sido reducida o mínima (con menos del 5% de los votos en elecciones), se encuentran mencionados a continuación:
- Partido Generación de Servidores, GenS, Fundado por Carlos Peña el 18 de agosto del año 2018 y reconocido oficialmente el año 2022. Es un partido político conservador, patriota y nacionalista, comprometido con una República Dominicana que abrace los valores judeocristianos de Occidente, el respeto a la vida desde la concepción, la libertad, la propiedad privada, la conservación de la familia tradicional, la reducción del Estado, etc. GenS es una de las 4 principales fuerzas políticas de República Dominicana, con profundas raíces en los sectores cristianos conservadores del país. Está integrado por un Comité Político, Comité Central, Comités Regionales, Provinciales, Municipales, Sectoriales y de Mesa Electoral. Es un partido movilizado, por lo cual tiene una participación activa en las demandas en favor del pueblo dominicano, de hecho ha encabezado luchas contra varias reformas fiscales, se ha opuesto a la minería irresponsable, ha sometido funcionarios del gobierno del PRM a la justicia dominicana por casos de corrupción. GenS mantiene un discurso frontal contra el gobierno de Luis Abinader, la agenda globalista, el grupo de cabildeo LGBT, el consenso progres y el pensamiento woke y la inmigración ilegal. GenS es la principal fuerza política conservadora de República Dominicana como quedó confirmado en las elecciones generales del año 2024 donde participó por primera vez.
- Logo PRSC El Partido Reformista Social Cristiano (PRSC) nació en junio de 1963 bajo el nombre de Partido Reformista (creado por Joaquín Balaguer, en ese momento exiliado en Nueva York), aunque posteriormente el 21 de julio de 1984 absorbería al moribundo Partido Revolucionario Social Cristiano (cuyos principales miembros, como Alfonso Moreno Martínez, Mario Read Vittini, Yuyo d'Alessandro y Caonabo Javier Castillo, fueron antitrujillistas durante la dictadura) para tomar el nombre que actualmente lleva. El partido ha obtenido el poder en 6 ocasiones, todas con la candidatura de su líder Joaquín Balaguer, siendo el partido político con más tiempo en el poder (22 años). El PRSC se alzó con la Presidencia de la República por primera vez en 1966. Su filosofía reformista y socialcristiana permite identificarlos en la clasificación tradicional de centroderecha política con un salpicado tono de conservadurismo social y liberalismo económico, heredado por ser la continuación del grupo de poder que dirigía el país desde la época del dictador Rafael Leónidas Trujillo Molina. Muchos de los miembros fundadores del PRSC fueron originalmente líderes empresarios y católicos opositores al comunismo, la democracia socialista y las tendencias socialdemócratas de Juan Bosch, el PRD y el PLD.

Joaquín Balaguer se mantuvo en el poder durante 12 años, durante el período entre 1966-1978 conocido como "los Doce Años". Durante este tiempo, se enfatizó en el crecimiento macroeconómico, así como en la industria, la agricultura, la ganadería y la construcción de infraestructura; no obstante, fue duramente criticado por la persecución de sus opositores, las desapariciones y muertes violentas durante su administración. Retornó al poder en 1986, con una línea más democrática y con menor persecución política (a pesar de que las desapariciones y muertes violentas continuaron durante su administración), pero con un aumento desmedido en la burocracia y la corrupción política. Su pérdida de credibilidad hizo que, en 1994, participará menos del 60% del electorado, produciendo lo que se conocería como el Pacto por la Democracia: una reforma constitucional que prohibiría la reelección presidencial, el cambio del sistema electivo a la doble vuelta, y limitaría el período de gobierno de Balaguer a 2 años (1994-1996). El PRSC continuó siendo relevante bajo el liderazgo de Joaquín Balaguer quien, a pesar de no participar como candidato en las elecciones, siguió siendo una figura de peso en la política nacional hasta su muerte en julio de 2002.
Actualmente el PRSC es considerado un "partido patiño", que al no tener fuerza suficiente para obtener la presidencia por su cuenta, decide ir en coalición con alguno de los otros partidos mayoritarios. Después de 1996, ha sido aliado tanto del PRD (2006) y del PLD (1996, 2000 y 2012) como del PRM (2016), solo presentándose con candidaturas independientes en 2004, 2008 y 2010. También ha sufrido varias divisiones, entre las más importantes la del Movimiento de Integración Democrática Antirreeleccionista (MIDA) de Augusto Lora en 1970, el Partido Dominicanos por el Cambio (DxC) de Eduardo Estrella en 2010, y el Partido Reformista Liberal (La Estructura) de Amable Aristy en 2014.
- Logo PRD El Partido Revolucionario Dominicano (PRD) fundado por Juan Bosch en enero de 1939 en Cuba, con el objetivo de oponerse a la dictadura de Trujillo y, posteriormente, al gobierno del presidente Joaquín Balaguer, títere político de Trujillo. El partido ha obtenido en 4 ocasiones la Presidencia de la República, siendo el partido más votado (sin contar el voto de partidos minoritarios aliados) en elecciones desde 1996 hasta 2012. El PRD alcanzó el poder por primera vez en las elecciones presidenciales de 1963. Si bien su ideología oficialmente lo coloca en la clasificación tradicional de centroizquierda y socialdemócrata, y se encuentran representados en la Internacional Socialista (llevando al poder al vicepresidente de dicha organización en el 2010), el PRD ha venido aplicando ciertas políticas con una línea alejada a los postulados de la socialdemocracia. El PRD solía ser líder de un bloque de partidos políticos conocido como el Bloque de la Esperanza.

Logró derrotar a Balaguer en 1978, con la presidencia de Antonio Guzmán, trayendo cambios importantes para la democratización del país. Gracias a ello, el partido continuó en el poder para 1982 con Salvador Jorge Blanco; sin embargo, las medidas económicas tomadas por esto gobierno y las diferencias internas en el partido provocaron que saliera derrotado por el PRSC en 1986. El PRD regresó al poder en 2000 de la mano de Hipólito Mejía, perdiendo 4 años después debido a una crisis económica y la división de su partido al modificar la Constitución para permitir la reelección presidencial. Desde entonces se coronó como la principal fuerza opositora hasta las elecciones de 2016, cuando la división del partido y su alianza con el PLD alejó a sus votantes hacia el recién creado PRM, resultando en porcentajes de una sola cifra.
El PRD ha sufrido durante su historia una gran cantidad de divisiones fruto de las pugnas internas entre sus líderes, por lo que es conocido como un "partido caótico", reconocimiento usado frecuentemente por sus opositores. Entre los partidos que han surgido de estas divisiones se pueden mencionar el Partido Revolucionario Dominicano Auténtico (PRDA) de Nicolás Silfa en 1962, el Partido de la Liberación Dominicana (PLD) de Juan Bosch en 1973, el Partido Revolucionario Independiente (PRI) de Jacobo Majluta en 1987, el Partido Revolucionario Social Demócrata (PRSD) de Hatuey De Camps en 2005, y el Partido Revolucionario Moderno (PRM) de Hipólito Mejía en 2014.
- Alianza País (ALPAIS), fundado el 20 de febrero de 2011 por Guillermo Moreno García, anterior contendiente por el MIUCA. ALPAIS ha participado como partido independiente en las elecciones presidenciales de 2012 y generales de 2016, quedando en ambas en tercer lugar detrás a los bloques mayoritarios. Para el 2016, según las encuestas de Greenberg y Gallup-Hoy, se ha consolidado como la tercera fuerza política del país, obteniendo representación congresual.

- Logo PNVCPartido Nacional Voluntad Ciudadana (PNVC), anteriormente conocido como Partido Nacional de Veteranos y Civiles, fue fundado el 10 de mayo de 1973 por el sargento Federico Marte Pichardo, bajo la iniciativa del entonces presidente Joaquín Balaguer.[20] Ha sido un aliado tradicional del PRSC y, recientemente, del PRM. Actualmente están aliados con el Partido Republicano de los Estados Unidos (GOP) y la Internacional Demócrata de Centro que busca formar un Partido Continental de Derecha con el objetivo de ser el contra peso al Foro de Sao Paolo y el Grupo de Puebla.

- País Posible (PP), fundado el 2 de mayo de 2017 por el ingeniero eléctrico Milton Morrison, es el primer partido en presentar a la JCE los requerimientos completos ante la nueva Ley núm. 33-18, de Partidos, Agrupaciones y Movimientos Políticos. País Posible presenta estructuras formadas en los 158 municipios en todo el territorio y el Distrito Nacional, proyectándose como un nuevo participante en los comicios del 2020. En 2019 obtuvo reconocimiento oficial por parte de la JCE.

- Opción Democrática, fundado el 23 de agosto de 2015 por la diputada Minou Tavárez Mirabal. Buscó el reconocimiento de la JCE sin éxito en 2015, por lo que en las elecciones de 2016 participó aliado a la APD para llevar su primera candidatura presidencial. En 2018 tuvo reconocimiento oficial por parte de la JCE.

- Partido Demócrata Institucional (PDI), fue fundado en 1986 por el empresario Ismael Reyes. Ha permanecido inactivo en el escenario político (aunque obtuvo un diputado en 1994), hasta que se reactivó en 2010.

- Partido Humanista Dominicano (PHD), fundado el 11 de noviembre de 1990 y reconocido por la Junta Central Electoral JCE en el 2004, es un proyecto político de inspiración cristiana que tiene como objetivo asumir las funciones del Estado mediante el método de la democracia participativa. Desde su reconocimiento ha participado en todos los certámenes electorales realizados hasta el momento.  En las elecciones del 2016 participó aliado al Partido Revolucionario Moderno PRM quedando posicionado como la sexta fuerza política del país.

- Partido Alianza por la Democracia (APD), fundado el 2 de agosto de 1992 por Max Puig producto de una fragmentación a lo interno del PLD. De orientación progresista e izquierdista moderada, ha participado independiente en las elecciones presidenciales de 2012 y generales de 2016. Perdió su representación congresual en las elecciones generales de 2016.

- Partido Revolucionario Social Demócrata (PRSD), fundado el 21 de enero de 2005 por Hatuey De Camps debido a la negativa de De Camps a aceptar las posturas reeleccionistas de la cúpula del PRD. Ha participado independiente en las elecciones de 2008 y 2016, además de ir aliado al PRD en las elecciones de 2012. No ha tenido hasta ahora representación congresual.

- Fuerza Nacional Progresista (FNP), fundado el 6 de julio de 1980 por Marino Vinicio Castillo como una separación del Partido Reformista Social Cristiano. Tiene una línea de centroderecha. Fue un aliado acérrimo del PLD desde 1986 hasta 2015 cuando esta alianza fue quebrada por la postura reeleccionista del PLD, presentándose con candidatura independiente a las elecciones generales de 2016 (y perdiendo su representación congresual).

- Partido Quisqueyano Demócrata Cristiano (PQDC), fundado el 13 de junio de 1967 por el general en el exilio Elías Wessin y Wessin. Fue opositor de Joaquín Balaguer hasta 1986, y aliado del PRD hasta 2007. En las elecciones de 2000 acudió respaldando al candidato presidencial del PRD. Se separó de la alianza en 2007, pasando a apoyar al PLD. Participó con candidatura independiente en las elecciones generales de 2016, obteniendo nuevamente representación congresual.

- Partido de Unidad Nacional (PUN), fundado el 15 de agosto de 2001 por Pedro Corporán. El PUN es un partido de tendencia teológica cristiana socialísta, y ha apoyado tradicionalmente al PLD. Participó con candidatura independiente en las elecciones generales de 2016

- Partido Dominicanos por el Cambio (DxC), fundado el 25 de enero de 2010 por Eduardo Estrella producto de una fragmentación del Partido Reformista Social Cristiano. Ha participado con candidaturas propias en las elecciones municipales del año 2010 y en las presidenciales del año 2012.

- Frente Amplio, anteriormente conocido como Movimiento Independencia, Unidad y Cambio (MIUCA), fue fundado el 14 de junio de 1992 por la escritora Virtudes Álvarez. De tendencia izquierdista, ha sido un fuerte partido minoritario, participando en la mayoría de las elecciones presidenciales de manera independiente desde 1994. Ha integrado en sus filas a muchos otros partidos minoritarios de la izquierda dominicana a lo largo del tiempo, como el Partido de la Identidad Dominicana (PID) de Aulio Collado Anico en el 2000. Cuenta actualmente con representación congresual.e xisten en la actyalidad procesos de consulta para la creación de otras agrupaciones políticas en la república Dominicana en virtud de que la Ley électoral permite à la ciudadanía dominicana crear las mismas en total armonía a la Ley électoral dominicana
- Partido Esperanza Democrática (PED). fundado en 2015[21] por Ramfis Domínguez-Trujillo, nieto del difunto dictador Rafael Trujillo.[22] Fue reconocido por la Junta Central Electoral el 9 de junio de 2023, mediante la resolución 24-2023.[23]

## Bloques Políticos
Son bloques formados históricamente en la historia reciente de la República Dominicana son:
- El Acuerdo de Santiago (1974), entre el PRD y diversos partidos desde la izquierda

política revolucionaria a la derecha política, para oponerse al gobierno de Joaquín Balaguer.
- El Acuerdo de Santo Domingo (1994), entre el PRD y diversos partidos de la izquierda dominicana, para oponerse al gobierno de Joaquín Balaguer.
- El Frente Patriótico (1996), entre el PLD y el PRSC, para apoyar la candidatura de Leonel Fernández.
- La Gran Alianza Nacional (2000), entre el PRD y el PRSC, para apoyar la candidatura de Hipólito Mejía.
- La Gran Alianza Nacional Renovadora (2019), entre el PTD, y el PRSC, para oponerse al gobierno de Danilo Medina.

(PDP), fue fundado el 20 de mayo de 1970. Tradicionalmente ha apoyado al PRD, pero en el 2005 pasó al Bloque Progresista del PLD.
- Partido Revolucionario Independiente (PRI), fundado el 26 de enero de 1990 por Jacobo Majluta Azar debido a una escisión del Partido Revolucionario Dominicano. Ha lanzado candidatos independientes a la Presidencia de la República en los años 1990, 2004 y 2008. En elecciones recientes, bajo su líder Trajano Santana, ha acudido respaldando al PRD.

### Bloque Progresista
El Bloque Progresista fue fundado en mayo del 2006 para las elecciones congresuales y municipales de ese año; posteriormente se extendió a las elecciones presidenciales de 2008 y 2012, las elecciones congresuales y municipales de 2010, y las elecciones generales de 2012. Es aliado del Partido de la Liberación Dominicana, y está compuesto por 12 organizaciones políticas más el PLD. Es el bloque más amplio y con mayor fuerza en el país.
Sus integrantes en la actualidad son:
- Movimiento Democrático Alternativo (MODA), fundado el 25 de noviembre de 2007 por Emilio Rivas, conocido inicialmente como el Movimiento Organizador de Aliados. Ha sido tradicionalmente aliado del Partido Revolucionario Dominicano, aunque para las elecciones de 2016 entraron al Bloque Progresista del PLD.
- Bloque Institucional Socialdemócrata (BIS), fundado en 1986 por el líder perredeísta José Francisco Peña Gómez, producto de la fragmentación del PRD tras el gobierno de Salvador Jorge Blanco. Aunque originalmente apoyaba al PRD, el hijo de Peña Gómez, José Francisco Peña Guaba, lo separó de esta alianza para pasar a apoyar al PLD en el 2000.
- Partido Unión Demócrata Cristiana (UDC), fundado el 12 de marzo de 1998 por Luis "El Gallo" Acosta Moreta producto de una división en el Partido Reformista Social Cristiano. Recientemente perdió su representación congresual.
- Logo PCR Partido Cívico Renovador (PCR), fundado en 2006 por Jorge Radhamés Zorrilla Ozuna, quien fue el militar más cercano a José Francisco Peña Gómez y un seguidor fiel de sus ideales. El PCR fue aliado del Partido de la Liberación Dominicana en el Bloque Progresista para las elecciones de 2012.
- Partido Popular Cristiano (PPC) fue formado el 6 de septiembre de 1981 por una separación del Partido Reformista Social Cristiano. Desde su formación ha apoyado al PLD.
- Partido de Acción Liberal (PAL), fundado el 15 de enero de 2010 por Maritza López Ortiz.
- Partido Socialista Verde (PASOVE), anteriormente conocido como Partido Renacentista Nacional (PRN), fue fundado el 31 de agosto de 1987 por Antolín Polanco. En el año 2009 cambió de nombre al que actualmente posee.
- Partido Liberal Reformista (PLR), anteriormente conocido como Partido Liberal de la República Dominicana (PLRD) o "La Estructura", fue fundado el 17 de agosto de 1982 por Andrés van Der Horst como una división del PRD para apoyar la candidatura de Jacobo Majluta. En el 2015, el exlíder del PRSC Amable Aristy Castro tomó el partido.
- Partido Demócrata Popular

### Bloque Convergencia para un Mejor País
El Bloque de la Convergencia para un Mejor País fue formado en agosto de 2014, para enfrentar al Bloque Progresista en las elecciones presidenciales de 2016, por un grupo de partidos políticos minoritarios a los que posteriormente se les unió el Partido Revolucionario Moderno. Está compuesto por 3 organizaciones políticas más el PRM.
Sus integrantes en la actualidad son:
- Partido Humanista Dominicano (PHD), fundado el 11 de noviembre de 1990 por Eléxido Paula Liranzo, y de orientación cristiana. Originalmente formado bajo el nombre de "Movimiento X", solo ha participado en elecciones aliado a otros partidos (principalmente el PRD).
- Partido Dominicanos por el Cambio (DxC), fundado el 25 de enero de 2010 por Eduardo Estrella producto de una fragmentación del Partido Reformista Social Cristiano. Ha participado con candidaturas propias en las elecciones municipales del año 2010 y en las presidenciales del año 2012.
- Frente Amplio, anteriormente conocido como Movimiento Independencia, Unidad y Cambio (MIUCA), fue fundado el 14 de junio de 1992 por la escritora Virtudes Álvarez. De tendencia izquierdista, ha sido un fuerte partido minoritario, participando en la mayoría de las elecciones presidenciales de manera independiente desde 1994. Ha integrado en sus filas a muchos otros partidos minoritarios de la izquierda dominicana a lo largo del tiempo, como el Partido de la Identidad Dominicana (PID) de Aulio Collado Anico en el 2000. Cuenta actualmente con representación congresual.e xisten en la actualidad procesos de consulta para la creación de otras agrupaciones políticas en la república Dominicana en virtud de que la Ley électoral permite à la ciudadanía dominicana crear las mismas en total armonía a la Ley électoral dominicana

## Partidos minoritarios no reconocidos
Finalmente, además de los 26 partidos antes mencionados, existen partidos que no poseen reconocimiento y otros están en fase de reconocimiento frente a la Junta Central Electoral, pese a que han solicitado anteriormente su reconocimiento, y poseen estructuras de influencia dentro de ciertos sectores. Algunos de estos partidos poseen una fuerte influencia izquierdista, excepto el PED y País Posible. Entre algunos de ellos podemos encontrar:
- Movimiento Acción Humanista (MAH), fundado el 10 de enero de 2023 por Widney Ernesto Rosario Merejo, como una nueva visión política para la  República Dominicana .

- Partido Podemos (Juntos Podemos (PODEMOS), fundado el 24 de octubre de 2014 por Graciano Graciano Jiménez, como una nueva opción democrática para  República Dominicana .

- Movimiento Popular Dominicano (MPD), fundado el 20 de febrero de 1956 por un grupo de exiliados dominicanos en Cuba y liderados por Máximo Antonio López Molina. De tendencia maoísta, fue uno de los más importantes partidos comunistas dominicanos junto al PCD (antiguo PSP) y el PACOREDO. Ha sido un aliado ocasional del PRD en elecciones presidenciales, aunque ha realizado gran parte de su actividad histórica en la clandestinidad.

- Partido Comunista de la República Dominicana (PCRD o PACOREDO), fundado el 24 de octubre de 1966 como una escisión del MPD. Es, junto a este, uno de los principales partidos de tendencia maoísta en el país.

- Partido Comunista del Trabajo (PCT), fundado el 20 de junio de 1980 como una de las varias escisiones que sufrió el movimiento comunista dominicano. Actualmente posee reconocimiento ante la CIPOML, que reúne a varios partidos comunistas de tendencia hoxhaísta.[24]

- Partido Verde de la Unidad Democrática (PVUD), anteriormente conocido como Unidad Democrática (UD), fue fundado el 6 de julio de 1985 por Felipe de León. Se unió al movimiento verde latinoamericano, cambiando su nombre al que posee actualmente. En las elecciones de 2000 acudió respaldando al candidato presidencial del PRD. Ha sido aliado al PRD en 2004 y 2008. Perdió su reconocimiento ante la Junta Central tras dichas elecciones, por lo que ha buscado el reconocimiento desde entonces. Presidente: Julio Antonio Altagracia Guzmán

- Partido Fuerza de la Revolución (FR), fundado el 30 de junio de 1996 de la fusión del Partido Comunista Dominicano (PCD),[Nota 1] el Movimiento Liberador 12 de enero (ML-12), la Fuerza de Resistencia y Liberación Popular (FRLP), la Fuerza Revolucionaria 21 de Julio (FR-21) y otros partidos y movimientos de extrema izquierda. Desde 2011 se encuentran aliados con Alianza País.

- Partido Socialista Cristiano (PSC), fundado en el 2005 por Flor Soraya Aquino Campos, originalmente bajo la consigna del movimiento BASE (Buenas Acciones Sociales y Efectivas). Ha buscado varias veces el reconocimiento de la JCE sin éxitos, por lo que en las elecciones de 2016 participó aliado al PUN para llevar su primera candidatura presidencial. En la actualidad, fue reconocido por la JCE en 2023 y participa como uno de los partidos aliados a la alianza RESCATE RD.

- Movimiento Patria para Tod@s (MPT), fundado el 26 de noviembre de 2007 por el médico Fulgencio Severino. En 2014, absorbió al Partido Alternativa Revolucionaria (PAR), que existió desde diciembre de 2010 fruto de la unión de los partidos Nueva Alternativa, una facción del Partido de los Trabajadores Dominicanos, y Fuerza de los Trabajadores. Desde 2015 se encuentran aliados con Alianza País.

- Partido V República, fundado el 28 de agosto de 2008 por el exmilitar e historiador José Miguel Soto Jiménez.

- Movimiento Rebelde (MR) , fundado en 2010 por el diputado y sindicalista del transporte Juan Hubieres. Es criticado y acusado, junto con el MPG y el PEN, de ser un "partido Pyme", es decir, una plataforma cuyo objetivo es únicamente la obtención de recursos del Estado.

- Movimiento Comunitario Dominicana Soberana (MC2), también conocido como Movimiento por una República Sana (MPRS), fundado en el 4 de septiembre de 2011 en Nueva York por Pedro Taveras.

- Partido de la Esperanza Nacional (PEN), fundado el 14 de septiembre de 2014 por el sindicalista Blas Peralta. Es criticado y acusado, junto con el MR y el MPG, de ser un "partido Pyme", es decir, una plataforma cuyo objetivo es únicamente la obtención de recursos del Estado.

- Movimiento Primero la Gente (MPG), fundado en 2015 por el sindicalista del transporte Antonio Marte. Es criticado y acusado, junto con el MR y el PEN, de ser un "partido Pyme", es decir, una plataforma cuyo objetivo es únicamente la obtención de recursos del Estado.
- Partido de la Revolución Popular (PRP), fundado en el año 2014, autodefinido como marxista-leninista, sus presidentes han sido el economista Manuel Linares hasta el 2018 y del 2020 al 2021, y el poeta José Espinal Marcelo del 2018 al 2020.

- Partido Acción Social Liberal (PAcSoL), fundado en 2016 por los @VotantesUnidos y su Responsable General Dr. Manolo Manuel Gil como catalizador del sistema político electoral en RD para garantizar la libertad, la democracia, la equidad y la responsabilidad social que hagan realidad la igualdad de derechos y oportunidades para todos en una sociedad justa con ciudadanos felices en VidaPositiva.

## Coaliciones electorales, movimientos o partidos políticos prohibidos, ilegalizados y exiliados
Partido Rosa Roja(PRR)